# Håkan Fröberg
Håkan Fröberg, född 26 mars 1986, är en svensk semiprofessionell innebandyspelare uppväxt i Upplands Väsby. Han tillhör för närvarande klubben Balrog Botkyrka/Södertälje IK i den Svenska Superligan, dit han inför säsongen 2008/2009 kom från moderklubben GAIK Väsby IBK. Till vardags tillbringar Håkan sin tid på KTH, i Stockholm, där han studerar till civilingenjör.